# メホラーダ・デル・カンポ
メホラーダ・デル・カンポ(スペイン語: Mejorada del Campo)は、スペイン・マドリード州のムニシピオ（基礎自治体）。

## 地理
首都マドリードの東21km、アルカラ・デ・エナレスの南西15kmの距離にある。マドリード大都市圏を構成する自治体の一つである。サン・フェルナンド・デ・エナレス、ベリーリャ・デ・サン・アントニオ、リバス＝バシアマドリード、ロエチェスと自治体境を接している。
北から流れてくるハラマ川と北東から流れてくるエナレス川は街の北西で合流する。伝統的には穀物やオリーブなどを栽培していたが、今日ではトマトなどの園芸作物の産地となっている。1970年代にスペインの他地域からやってきた貧しい人々によって作られたロス・オリボス地区の名称はオリーブ畑に由来する。現代には急激な都市化を経験し、1980年代末以降には公共施設が増加。マドリードへの近さが理由で、他地域からやってきた新住民のための一戸建てが数多く建設された。

## 歴史

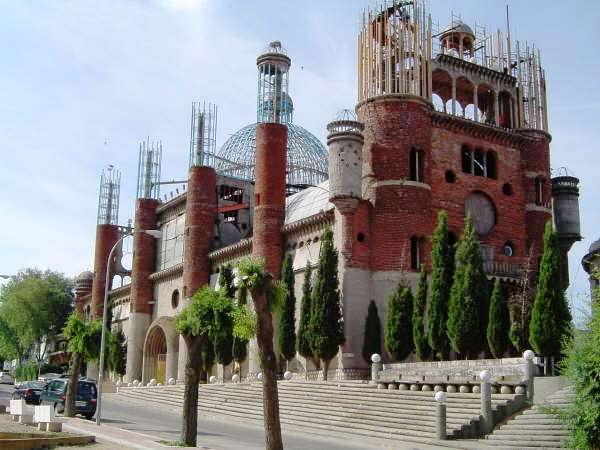
1961年から建設が続けられているフスト大聖堂

旧石器時代にはハラマ川とエナレス川が合流する地点に集落が築かれた。12世紀にはセゴビア司教の邸宅があった。13世紀にはメホラーダ・デル・レイ(Mejorada del Rey)に改称した。1504年にはカトリック両王がローマ教皇と手を組んでフランスのルイ12世と戦い、2月11日にリヨンで調印された条約によってスペインはナポリを手にした。同年3月31日にはメホラーダ・デル・カンポでこの条約が批准された。
1983年11月27日、ドイツのフランクフルト空港からマドリード＝バラハス空港に向かっていたアビアンカ航空機が、空港から12km離れたメホラーダ・デル・カンポに墜落する事故（アビアンカ航空011便墜落事故）が起こった。この事故ではメキシコ人小説家のホルヘ・イバルグエンゴイティア、ウルグアイ人著作家のアンヘル・リマ、ペルー人小説家のマヌエル・スコルサ、アルゼンチン人著作家のマルタ・トラバ、スペイン人ピアニストのロサ・サバテールなどが亡くなった。
修道士のフスト・ガリェゴ・マルティネスは、1961年からメホラーダ・デル・カンポに大聖堂風の建物「フスト大聖堂」を自力で建設しており、この建物は観光地のひとつにもなっている。

## 政治

### 首長
| 任期      | 首長名                          | 政党 |
| --------- | ------------------------------- | ---- |
| 1979–1983 | Eustaquio Baeza Rafael Cerquera | PSOE |
| 1983–1987 | Rafael Cerquera                 | PSOE |
| 1987–1991 | Rafael Cerquera                 | PSOE |
| 1991–1995 | Rafael Cerquera                 | PSOE |
| 1995–1999 | Valentín de las Heras           | IU   |
| 1999–2003 | Fernando Peñaranda Carralero    | PSOE |
| 2003–2007 | Fernando Peñaranda Carralero    | PSOE |
| 2007–2011 | Fernando Peñaranda Carralero    | PSOE |
| 2011–2015 | Cristina Carrascosa Serrano     | PSOE |
| 2015–2019 | Jorge Capa Carralero            | PSOE |
| 2019–2023 | n/d                             | n/d  |
| 2023–     | n/d                             | n/d  |

### 議会
メホラーダ・デル・カンポ議会の定数は21である。2015年の地方自治体選挙では、スペイン社会労働党(PSOE)が7議席、国民党(PP)が5議席、メホレーモスが5議席、統一左翼(IU)＝ガネーモスが2議席、連合・進歩・民主主義(UPyD)が2議席を得ている。社会労働党による少数派議会である。
2015年スペイン議会総選挙では、ポデモスが24.58%、国民党が25.35%、社会労働党が22.11%、シウダダノスが18.15%、統一左翼が5.59%、連合進歩民主主義が1.61%を獲得した。
|  | PSOE          | 7  | 6  | 9  |
|  | PP            | 5  | 10 | 7  |
|  | メホレーモス  | 5  | -  | -  |
|  | IU-ガネーモス | 2  | -  | -  |
|  | IU-LV         | -  | 3  | -  |
|  | IU            | -  | -  | 3  |
|  | UPyD          | 2  | 2  | -  |
|  | MIACM         | -  | -  | 2  |
|  | 定数          | 21 | 21 | 21 |

## 出身者
- フスト・ガリェゴ・マルティネス（スペイン語版）(1925-) : 修道士。自治体内に大聖堂風の建築物「フスト大聖堂（スペイン語版）」を建設中。
- オスカル・テジェス(1974-) : サッカー選手。スペイン代表。
- アントニオ・アダン(1987-) : サッカー選手。